# Colombiers-du-Plessis
 Colombiers-du-Plessis  es una población y comuna francesa, en la región de Países del Loira, departamento de Mayenne, en el distrito de Mayenne y cantón de Gorron.

## Demografía
| 773 | 740 | 688 | 607 | 567 | 514 |
| Para los censos de 1962 a 1999 la población legal corresponde a la población sin duplicidades (Fuente: INSEE [Consultar]) |     |     |     |     |     |